# Alfredo Del-Penho
Alfredo Dias Macedo Del-Penho (Cambuci - RJ, 12 de junho de 1981) é um cantor, violonista, compositor e ator brasileiro.
Foi tocando em barzinhos na Lapa que recebeu convite para ingressar no teatro, em uma montagem sobre Lupicínio Rodrigues. A partir daí, veio uma peça atrás da outra.
Estreou a peça O auto do reino do sol, em homenagem ao majestoso Ariano Suassuna.
Em 22 de outubro de 2017 fez seu primeiro show em sua terra natal, em uma casa especializada em samba de nome Canto da Terra(Cambuci -RJ). No local, as mesas são identificadas através de caricaturas de sambistas da música popular brasileira, e uma das mesas recebeu a caricatura de Alfredo del Penho.

## Discografia
- É com Esse que Eu Vou
- Sassaricando
- Rancho Carnavalesco Flor do Sereno
- Cachaça Dá Samba
- Samba de Fato
- Samba Só